# زمستون (آلبوم)
زمستون نام آلبومی از خوانندهٔ درگذشتهٔ ایرانی، افشین مقدم است. بیش‌تر ترانه‌های این آلبوم به خاطر صدای افشین مقدم، در زمان خود، به شدت مورد توجه قرار گرفته‌اند؛ ولی به دلیل مرگ نا به هنگام افشین مقدم در یک تصادف رانندگی جاده‌ای در ایران ترانه آخر این آلبوم خوانده نشد؛ و ترانه‌ای به نام «گل افشین» که کیوان به یاد او خواند جایگزین آن شد. از برترین ترانه‌های این آلبوم، می‌توان به مسافر، به من نخند و پر مخاطب‌ترین‌های آن زمستون و گذشته که از صدا و سیمای ایران پخش می‌شوند اشاره کرد.
| نام ترانه                | ترانه‌سرا       | آهنگساز        | تنظیم         |
| ------------------------ | -------------- | -------------- | ------------- |
| زمستون                   | سعید دبیری     | سیاوش قمیشی    | واروژان       |
| مسافر                    | جهانبخش پازوکی | جهانبخش پازوکی | ناصر چشم‌آذر   |
| به من نخند               | سعید دبیری     | امیر آرام      | اریک          |
| آسمون                    | اردلان سرفراز  | پرویز مقصدی    | پرویز مقصدی   |
| جاودانه                  | اردلان سرفراز  |                |               |
| سینه ریز ستاره           | کریم محمودی    | پرویز غیاثیان  | منوچهر چشم‌آذر |
| گذشته (روی ملودی زمستون) | زویا زاکاریان  | سیاوش قمیشی    | واروژان       |
| ای خدا                   | سعید دبیری     |                |               |
| فانوس ماه                | اردلان سرفراز  | جمشید زندی     |               |
| پاکباخته                 | مسعود هوشمند   | افشین مقدم     | پرویز مقصدی   |
| گل افشین (کیوان)         | امیر خسته      | سیاوش قمیشی    | ناصر چشم‌آذر   |